# Ogawa Kiyoshi
Ogawa Kiyoshi (小川 清 (Tiểu Xuyên Thanh) 23 tháng 10 năm 1922 – † 11 tháng 5 năm 1945) là một Thiếu uý Phi công Hải quân của Hải quân Đế quốc Nhật Bản trong Chiến tranh thế giới thứ hai. Anh là một phi công Thần Phong, trận chiến cuối cùng của Thiếu uý Ogawa xảy ra ngày 11 tháng 5 năm 1945, trong Trận Okinawa. Anh lái một máy bay chiến đấu Mitsubishi A6M Zero  mang theo bom trong Chiến dịch Kikusui số 6, Ogawa khi đó 24 tuổi đã điều khiển máy bay bay qua những hỏa lực phòng không và tấn công hàng không mẫu hạm Bunker Hill (CV-17) của Hoa Kỳ. Anh thả một quả bom 250 kg xuống, sau đó đâm bổ xuống vị trí đài chỉ huy của hàng không mẫu hạm Mỹ. Quả bom xuyên thủng qua boong tàu và nổ tung, kho xăng dầu bắt lửa và cháy bùng lên, những máy bay của Hoa Kỳ đang được cung cấp thêm nhiên liệu và vũ khí nằm trên boong bùng nổ và gây một trận hỏa hoạn. Gần 400 thủy thủ Hoa Kỳ chết cùng với Thiếu uý Ogawa và chiếc tàu bị loại ra khỏi cuộc chiến.

## Cuộc sống ban đầu
Kiyoshi Ogawa sinh năm 1922 tại Quận Gunma, ở trong vùng Kantō trên đảo Honshū, như một người con út trong gia đình Ogawa. Kiyoshi học tốt trong trường, và vào trường đại học Waseda tư, ở phía bắc Khu Shinjuku của Đông Kinh, gần Kagurazaka, 60 năm trước Trung tâm Vũ nữ Nhật của Đông Kinh. Từ năm 1902 Waseda được lưu tâm rộng rãi như một trong số hai trường đại học tư nổi tiếng nhất Nhật Bản.